# Krybskytte
En krybskytte er en person, der jager ulovligt, typisk i en andens revir. Målet kan være et ønske om at tilegne sig føde eller værdier som udgøres af dyrets pels, horn, kløer eller tænder. Krybskytteri med berigelse for øje tilskrives en del af skylden for at flere dyrearter nu betragtes som truede.
Krybskytter i Afrika og Asien skyder oftest dyr som næsehorn, elefanter, tigre eller geparder for at få fat i horn, elfenben, skind med mere. I fattige lande kan der tjenes mange penge på at skyde dyr og krybskytter sætter gerne livet på spil for det. Da dyrene som regel er fredede, medfører dette en øget udryddelsestrussel. Krybskytterne bruger undertiden også fælder til at fange dyrene, hvori dyret kan lide overlast og sidde fast i lang tid, før det bliver fundet.
I Afrika har man "rangere" til at stoppe krybskytteriet i reservaterne.

## Etymologi
Egentlig betyder krybskytte en skytte, der sniger sig ind på vildtet.

## Krybskytteri i Danmark
I Danmark reguleres jagt af Lov om jagt- og vildforvaltning. Jagt i strid med lovgivningen straffes som udgangspunkt med bøde, men kan under skærpende omstændigheder straffes med fængsel op til to år.
Krybskytteri blev tidligere straffet hårdt. I middelalderen blev krybskytteri straffet med dødsstraf ved hængning. Ved indførelsen af Danske Lov i 1683 bortfaldt dødsstraffen dog, men krybskytteri blev fortsat straffet hårdt, især hvis krybskytteriet var begået på Kongens vildtbaner, hvilket udløste meget store bødestraffe.